# 유럽남방장수풍뎅이
유럽남방장수풍뎅이(European rhinoceros beetle, 학명: Oryctes nasicornis) 또는 유럽코뿔소장수풍뎅이는 딱정벌레목 장수풍뎅이아과에 속하는 곤충의 한 종이다. 유럽남방장수풍뎅이는 장수풍뎅이아과 중 북유럽에서 발견되는 대표적인 종이자 유일한 종이다.

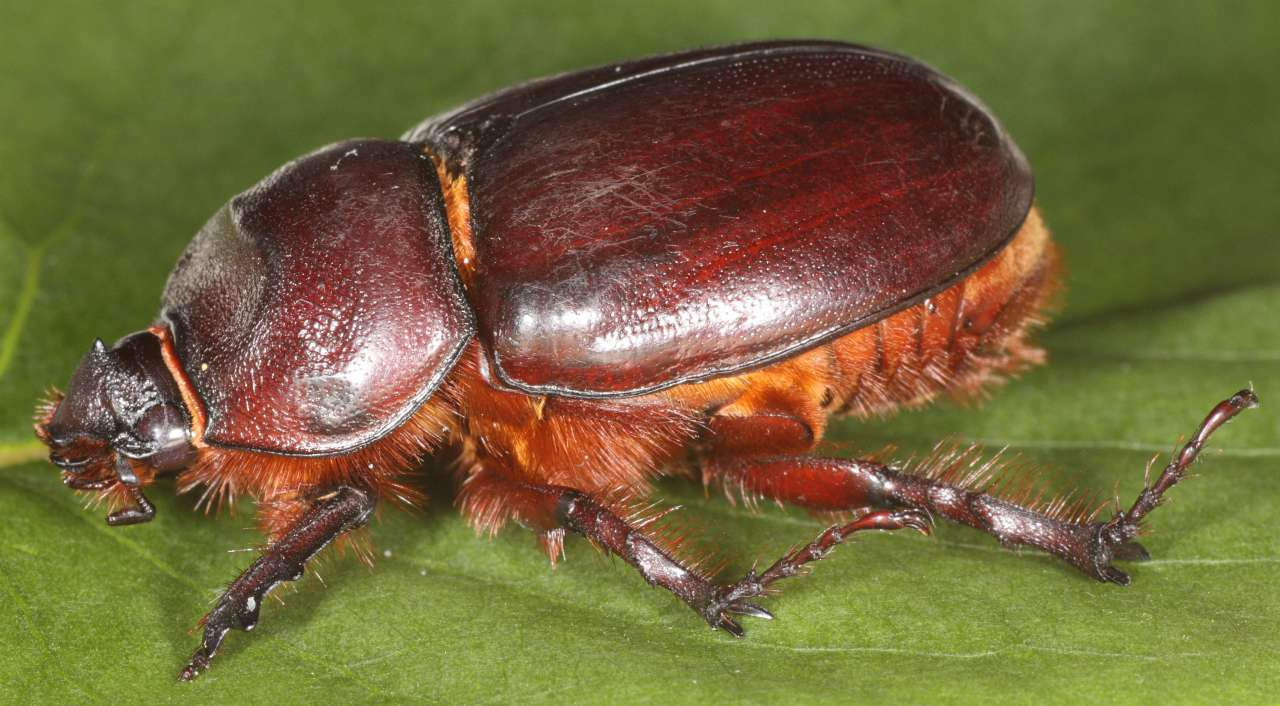
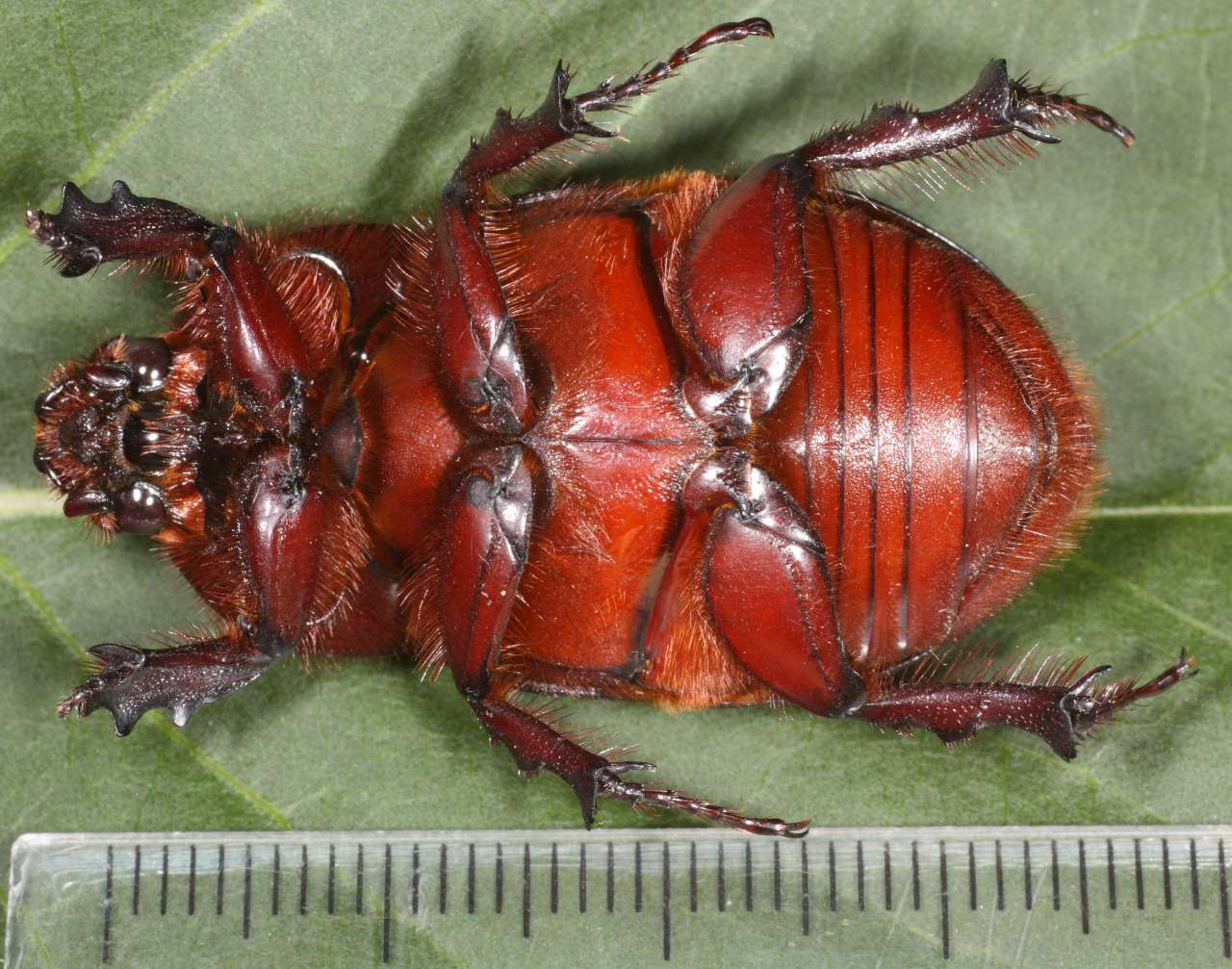

## 특징

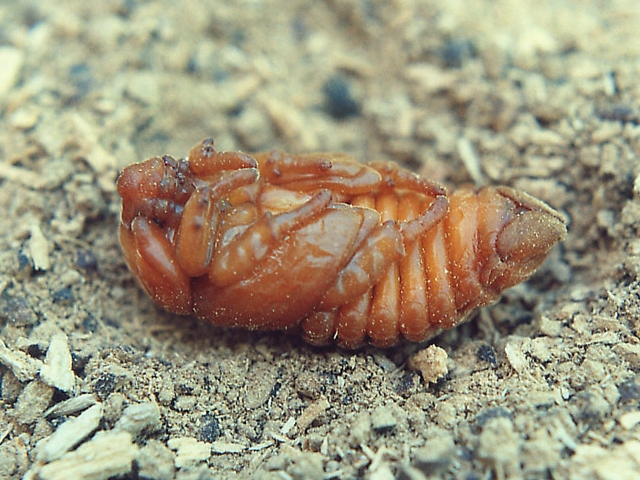
유럽남방장수풍뎅이 번데기
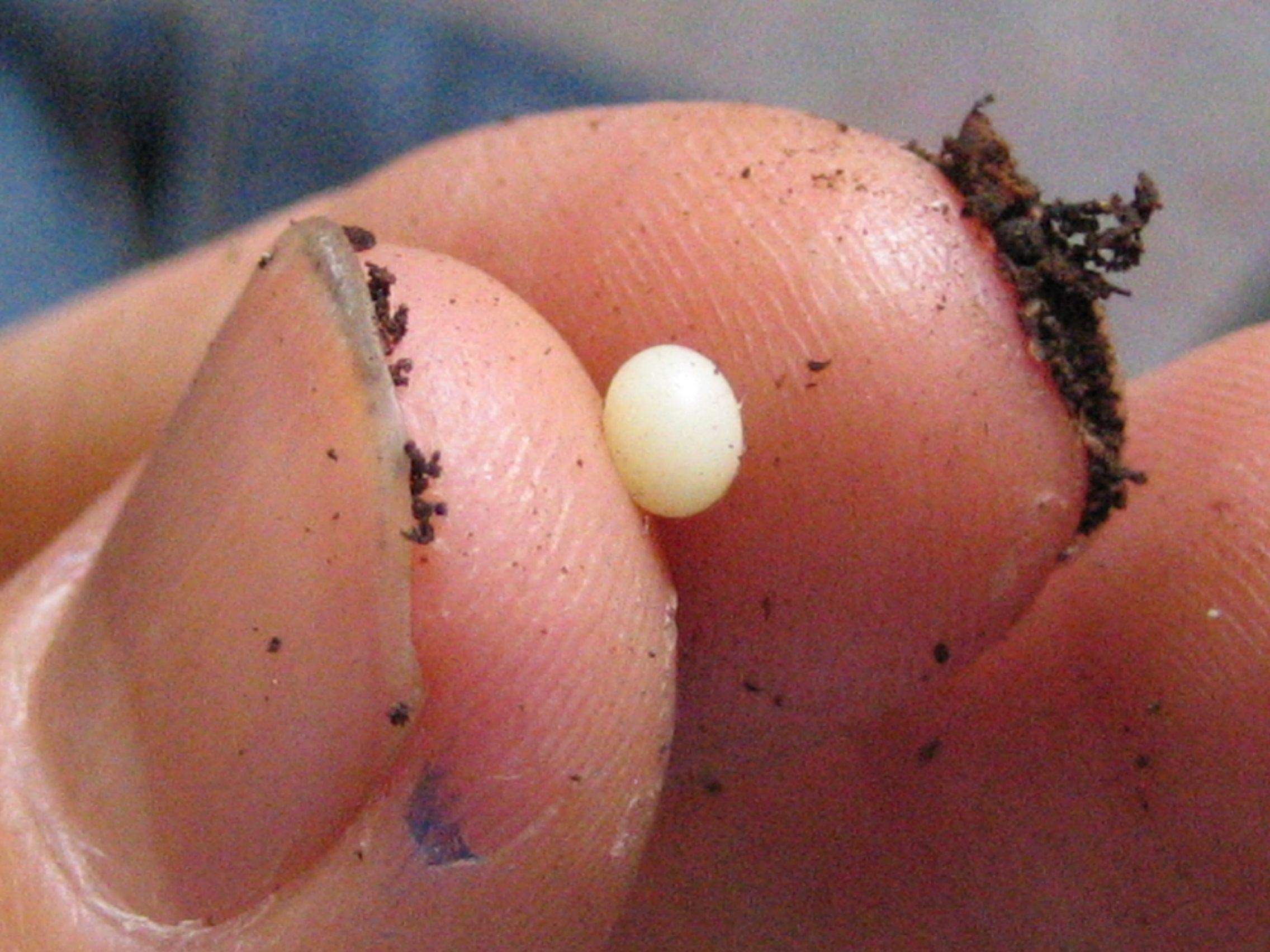
유럽남방장수풍뎅이 알
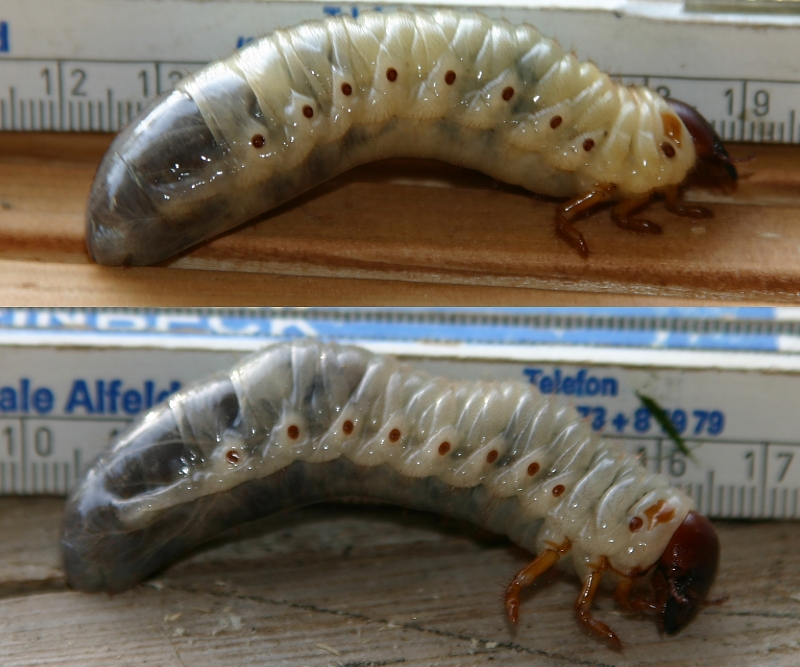
유럽남방장수풍뎅이 애벌레

유럽남방장수풍뎅이는 나무에 살고, 크기는 6cm 정도이다. 애벌레는 썩은 나무 그루터기나 톱밥 주위에서 발견된다. 몸무게는 3그램 정도이지만 자기 몸무게의 870배의 물체를 들어올릴 수 있다.

## 분포
유럽남방장수풍뎅이는 구북구 지역에 분포한다.

## 대중 문화
디즈니와 픽사가 만든 영화 벅스 라이프에 등장하는 캐릭터 딤은 유럽남방장수풍뎅이다.

## 추가 문헌
- R.-P. Dechambre & G. Lachaume (2001). 《The genus Oryctes (Dynastidae)》. The Beetles of the World 27. Hillside Books, Canterbury. 2010년 8월 6일에 원본 문서에서 보존된 문서. 2010년 8월 6일에 확인함.

## 같이 보기
- 남방장수풍뎅이